# Survivor Series (2009)
Survivor Series 2009 fue la vigesimotercera edición de Survivor Series, un evento pago por visión de lucha libre profesional realizado por la World Wrestling Entertainment. Tuvo lugar el 22 de noviembre del 2009 desde el Verizon Center en Washington D. C.. El tema del evento fue "Get Thru This" de Art of Dying.

## Antecedentes
El evento principal de Raw fue anunciado el 26 de octubre de 2009, por los personajes invitados del programa ese día (Joey Logano y Kyle Busch) que John Cena defendería el Campeonato de la WWE en Survivor Series, ante los 2 miembros de D-Generation X, Triple H y Shawn Michaels, en una lucha de triple amenaza. Antes de eso, John Cena se disfrazó de árbitro especial invitado, en la lucha de leñadores entre Triple H y Big Show, cuya lucha terminó con triunfo para el miembro de DX, después de que Cena, Michaels y el propio Triple H, atacaron con sus respectivas llaves a Show. En el mismo combate, Triple H le colocó a Show la camiseta de SmackDown!, por lo que hizo Show en Bragging Rights, cuando traicionó al equipo de RAW y ayudó al de SmackDown. Y para desquitarse del malvado gigante, DX decide traer a varios luchadores de RAW, para que Cena confirme no solo realizar la lucha de leñadores, para perjudicar a Show, sino que también, ser el árbitro especial de esa lucha.
En Bragging Rights, se realizó un 7-on-7 Tag Team Match, conformado por un equipo de siete luchadores de RAW y otro equipo de siete luchadores de Smackdown, representando cada equipo a su marca y la marca ganadora se consideraba como la marca dominante. En cada equipo estaba uno de los 2 campeones unificados en parejas, estando Big Show en el equipo de Raw y Chris Jericho en el equipo de SmackDown. Durante el evento, Big Show traicionó al equipo de RAW, aplicándole una Chokeslam a Kofi Kingston, permitiéndole así al equipo de SmackDown conseguir la victoria. La noche siguiente en RAW, Big Show reveló que se volvió en contra del equipo de Raw, haciéndole un favor al general de Smackdown, quien a cambio le daría una oportunidad por el Campeonato Mundial Peso Pesado en Survivor Series frente a The Undertaker. El 30 de octubre en SmackDown, tanto Chris Jericho como Kane, querían una oportunidad por el título, por lo que Long pactó una lucha entre ellos, ganándola Jericho. Esto hizo que The Undertaker defendiera el Campeonato Mundial Peso Pesado ante Jericho y Show, que llegaron al evento como Campeones Unificados en Parejas de la WWE.
Tras la lucha Fatal 4 Way por el Campeonato Mundial Peso Pesado en Bragging Rights, dos de los participantes de la lucha , Rey Mysterio y Batista, tuvieron una confrontación cuando Batista había aplicado el Batista Bomb sobre The Undertaker y cuando Batista lo cubrió, Mysterio entró al ring y empujó a Batista de la Cuenta, a lo que Undertaker aprovechó para aplicar la Tombstone Piledriver a Batista para retener el Campeonato Mundial Peso Pesado, y luego de la lucha, Batista atacó brutalmente a Mysterio, cambiando a heel, pactando Theodore Long una lucha entre ambos en Survivor Series, cuyo anuncio causó el enojo de Batista, que arremetió con insultos en contra de los fanáticos y con ataques seguidos a Mysterio, salvo en el día de la firma de contrato, cuando Mysterio atacó a Batista con la mesa encima de él.
Todo comenzó cuando Randy Orton recibió un regalo de parte de sus secuaces de Legacy (Cody Rhodes y Ted DiBiase), que fue un auto de carrera NASCAR, como parte de que los 2 pilotos de esa especialidad Joey Logano y Kyle Busch, eran los anfitriones invitados del RAW del 26 de octubre de 2009. Minutos después, Orton vino con sus secuaces de Legacy al ring y estaba furioso, por el hecho de que John Cena le arrebatara el Campeonato de la WWE en Bragging Rights y quería una revancha contra el rapero por el título en este evento. Sin embargo, Orton y sus 2 secuaces de Legacy no se dieron cuenta, de que Kofi Kingston estaba en la pantalla de RAW, estando arriba del auto de NASCAR, que Rhodes y DiBiase le regalaron a Orton. Kingston atacó el auto NASCAR de Orton, con una caja de baúl, un cuchillo de servicio, un palo de lucha extrema y una lata de pintura de color rojo. La acción hecha por Kingston, aumentó cada vez más la furia de Orton, tanto así que en los posteriores programas de RAW previos al evento, Orton aceptó el reto de Kingston a una lucha de Survivor Series Tradicional Match de 5 contra 5, donde Orton escogió a sus 2 secuaces de Legacy más CM Punk y William Regal, mientras que Kingston escogió como equipo a MVP, Mark Henry, R-Truth y Christian. Aunque en el penúltimo programa de RAW previo al evento, donde Orton y Kingston se trenzaron a golpes, siendo Orton el que recibió la peor parte, luego de que Kingston lo atacara rodeados por los fanáticos.

## Resultados
- Dark Match: Santino Marella derrotó a Chavo Guerrero.
  - Marella cubrió a Guerrero con un «Roll-Up».
- Team Miz (The Miz, Drew McIntyre, Sheamus, Dolph Ziggler & Jack Swagger) derrotó al Team Morrison (John Morrison, Matt Hardy, Evan Bourne, Shelton Benjamin & Finlay) en un Survivor Series Tradicional Match. (20:54)

| N.º de eliminación | Luchador                                    | Equipo                                      | Eliminado por                               | Técnica de eliminación                      | Tiempo                                      |
| ------------------ | ------------------------------------------- | ------------------------------------------- | ------------------------------------------- | ------------------------------------------- | ------------------------------------------- |
| 1                  | Dolph Ziggler                               | Team Miz                                    | Evan Bourne                                 | «Air Bourne»                                | 3:57                                        |
| 2                  | Evan Bourne                                 | Team Morrison                               | Drew McIntyre                               | «Future Shock»                              | 4:11                                        |
| 3                  | Finlay                                      | Team Morrison                               | Sheamus                                     | «Brogue Kick»                               | 5:09                                        |
| 4                  | Jack Swagger                                | Team Miz                                    | John Morrison                               | «Starship Pain»                             | 12:09                                       |
| 5                  | Shelton Benjamin                            | Team Morrison                               | The Miz                                     | «Skull Crushing Finale"                     | 14:58                                       |
| 6                  | Matt Hardy                                  | Team Morrison                               | Drew McIntyre                               | «Future Shock»                              | 17:10                                       |
| 7                  | John Morrison                               | Team Morrison                               | Sheamus                                     | «Celtic Cross»                              | 20:54                                       |
| Sobrevivientes:    | Drew McIntyre, Sheamus y The Miz (Team Miz) | Drew McIntyre, Sheamus y The Miz (Team Miz) | Drew McIntyre, Sheamus y The Miz (Team Miz) | Drew McIntyre, Sheamus y The Miz (Team Miz) | Drew McIntyre, Sheamus y The Miz (Team Miz) |
- Batista derrotó a Rey Mysterio (6:50)
  - El árbitro paró el combate al decretar que Mysterio no podía continuar luego de tres «Batista Bombs».
  - Después de la lucha, Batista le aplicó un «Spinebuster» a Mysterio sobre una silla.
- Team Kingston (Kofi Kingston, MVP, Mark Henry, R-Truth & Christian) derrotó al Team Orton (Randy Orton, Ted DiBiase, Cody Rhodes, CM Punk & William Regal) en un Survivor Series Tradicional Match. (20:41)

| N.º de Eliminación | Luchador                      | Equipo                        | Eliminado por                 | Técnica de eliminación        | Tiempo                        |
| ------------------ | ----------------------------- | ----------------------------- | ----------------------------- | ----------------------------- | ----------------------------- |
| 1                  | Mark Henry                    | Team Kingston                 | Randy Orton                   | «RKO»                         | 1:48                          |
| 2                  | R-Truth                       | Team Kingston                 | CM Punk                       | «Go To Sleep»                 | 3:07                          |
| 3                  | Ted DiBiase                   | Team Orton                    | Christian                     | «Sunset Flip Roll-Up»         | 5:04                          |
| 4                  | William Regal                 | Team Orton                    | Montel Vontavious Porter      | «Drive By Kick»               | 6:42                          |
| 5                  | Montel Vontavious Porter      | Team Kingston                 | Cody Rhodes                   | «Cross Rhodes»                | 09:58                         |
| 6                  | Cody Rhodes                   | Team Orton                    | Christian                     | «Killswitch»                  | 11:34                         |
| 7                  | Christian                     | Team Kingston                 | Randy Orton                   | «RKO»                         | 13:16                         |
| 8                  | CM Punk                       | Team Orton                    | Kofi Kingston                 | «Roll-Up»                     | 20:30                         |
| 9                  | Randy Orton                   | Team Orton                    | Kofi Kingston                 | «Trouble in Paradise»         | 20:40                         |
| Sobrevivientes:    | Kofi Kingston (Team Kingston) | Kofi Kingston (Team Kingston) | Kofi Kingston (Team Kingston) | Kofi Kingston (Team Kingston) | Kofi Kingston (Team Kingston) |
- The Undertaker derrotó a The Big Show y Chris Jericho reteniendo el Campeonato Mundial Peso Pesado. (13:37)
  - The Undertaker forzó a Show a rendirse con un «Hell's Gate».
- Team Mickie (Mickie James (capitana), Eve Torres, Kelly Kelly, Melina & Gail Kim) derrotó al Team Michelle (Michelle McCool (capitana), Jillian Hall, Beth Phoenix, Layla & Alicia Fox) en un Survivor Series Tradicional Match. (10:46)

| Nº de Eliminación | Luchadora                           | Equipo                              | Eliminada por                       | Técnica de eliminación              | Tiempo                              |
| ----------------- | ----------------------------------- | ----------------------------------- | ----------------------------------- | ----------------------------------- | ----------------------------------- |
| 1                 | Layla                               | Team Michelle                       | Kelly Kelly                         | «Kelly Killer»                      | 1:14                                |
| 2                 | Gail Kim                            | Team Mickie                         | Michelle McCool                     | «Faith Breaker»                     | 2:04                                |
| 3                 | Jillian Hall                        | Team Michelle                       | Eve Torres                          | «Sunset Flip Roll-Up»               | 3:34                                |
| 4                 | Eve Torres                          | Team Mickie                         | Beth Phoenix                        | «Glam Slam»                         | 3:54                                |
| 5                 | Kelly Kelly                         | Team Mickie                         | Beth Phoenix                        | «Glam Slam»                         | 4:08                                |
| 6                 | Beth Phoenix                        | Team Michelle                       | Mickie James                        | «Crucifix Roll-Up»                  | 4:43                                |
| 7                 | Alicia Fox                          | Team Michelle                       | Mickie James                        | «Top-Rope Thesz Press»              | 6:24                                |
| 8                 | Michelle McCool                     | Team Michelle                       | Melina                              | «Last Call»                         | 10:38                               |
| Sobrevivientes:   | Melina y Mickie James (Team Mickie) | Melina y Mickie James (Team Mickie) | Melina y Mickie James (Team Mickie) | Melina y Mickie James (Team Mickie) | Melina y Mickie James (Team Mickie) |
- John Cena derrotó a Triple H y Shawn Michaels reteniendo el Campeonato de la WWE. (21:13)
  - Cena cubrió a Triple H después de un «Sweet Chin Music» de Michaels a Triple H y un «Attitude Adjustment» a Michaels sobre Triple H.

## Otros roles
- Comentaristas en inglés
  - Michael Cole
  - Jerry Lawler
  - Matt Striker
- Comentaristas en español
  - Carlos Cabrera
  - Hugo Savinovich
- Entrevistadores
  - Todd Grisham
  - Josh Mathews
- Anunciadores
  - Tony Chimel (SmackDown)
  - Justin Roberts (Raw)
- Árbitros
  - Mike Chioda
  - Charles Robinson
  - Jack Doan
  - Scott Armstrong
  - John Cone
  - Aaron "Goose" Mahoney
  - Justin King